# Château de Brunehaut
Le château de Brunehaut est un édifice situé sur le territoire de la commune de Morigny-Champigny dans le département français de l'Essonne.

## Histoire
Le château actuel date de la fin du XIXe siècle. 
Le château fait l'objet d'une inscription au titre des monuments historiques depuis le 4 novembre 1991 : sont cités les façades et toitures de la ferme de la basse-cour, le pavillon du garde, la colonne de la Concorde civile, la fontaine, l'autel antique, le pont rouge et le temple de l'Amitié .
Propriété du conseil départemental, l'édifice accueille actuellement l'institut d'action médico-pédagogique.